# Katarina Ewerlöf

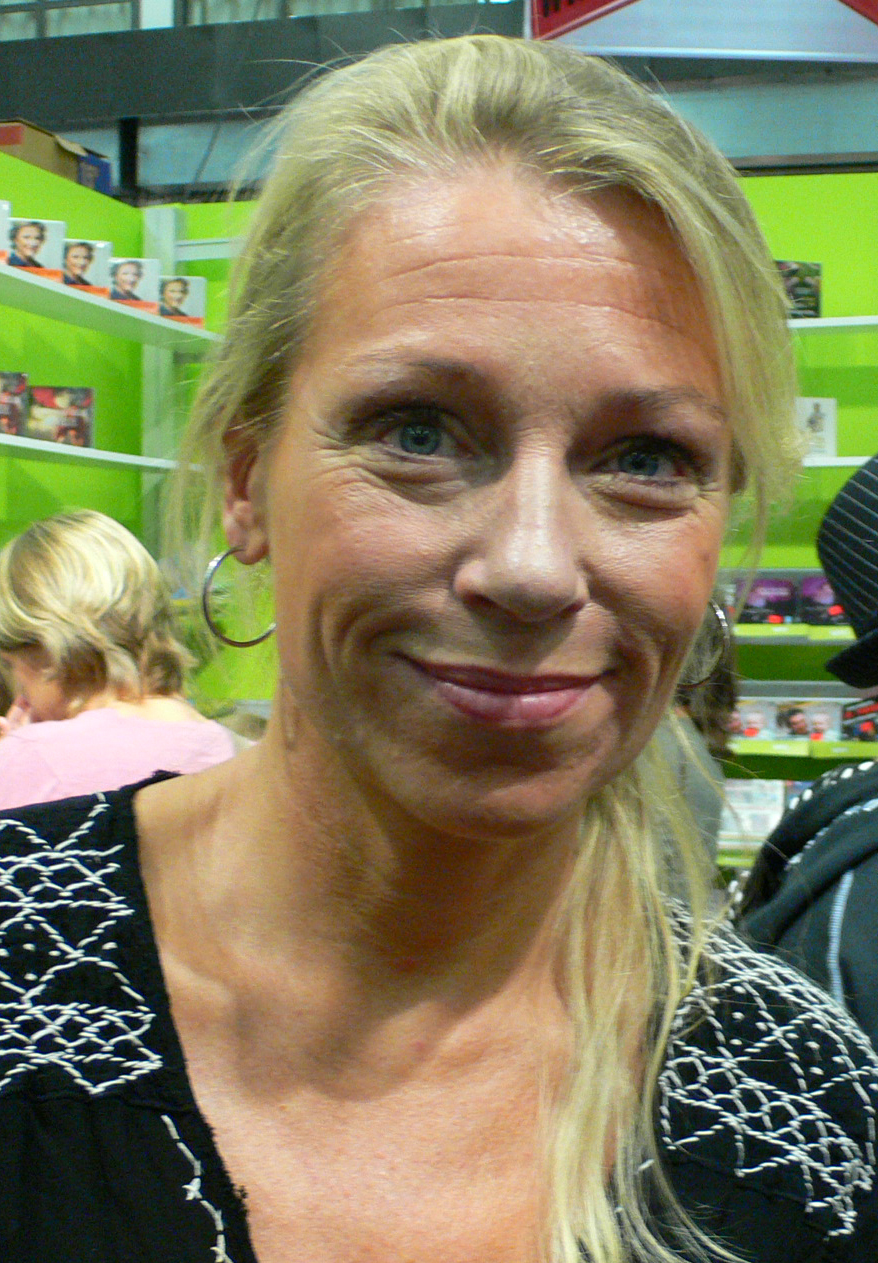
Katarina Ewerlöf (2007)

Annette Elsa Katarina Ewerlöf (* 28. Dezember 1959 in Karlskrona) ist eine schwedische Schauspielerin.

## Leben
Katarina Ewerlöf ist die Tochter des Anwalts Gunnar Ewerlöf und von Dordy Gustavsson. Sie studierte Schauspiel an der Teaterhögskolan in Stockholm und arbeitete später beim Königlich Dramatischen Theater, bevor sie sich parallel dazu beim Film etablierte. Für ihre Rolle in der Filmkomödie Tomten är far till alla barnen wurde sie im Jahr 2000 als Beste Hauptdarstellerin mit dem schwedischen Filmpreis Guldbagge ausgezeichnet.
Im Jahr 2019 wurde sie mit der königlichen Medaille Litteris et Artibus geehrt.

## Filmografie (Auswahl)
- 1989: Husbonden
- 1997: Pelle Svanslös (Fernsehserie)
- 1997–1998: Pappas flicka (Fernsehserie, 20 Folgen)
- 1998: Kommissar Beck – Die neuen Fälle (Beck, Fernsehserie, eine Folge)
- 1999: Tomten är far till alla barnen
- 2005: Kommissionen (Fernsehserie, 12 Folgen)
- 2008: Irene Huss, Kripo Göteborg – Tod im Pfarrhaus (Irene Huss – Glasdjävulen)
- 2010: Kommissarie Späck